# Monitor Mercantil

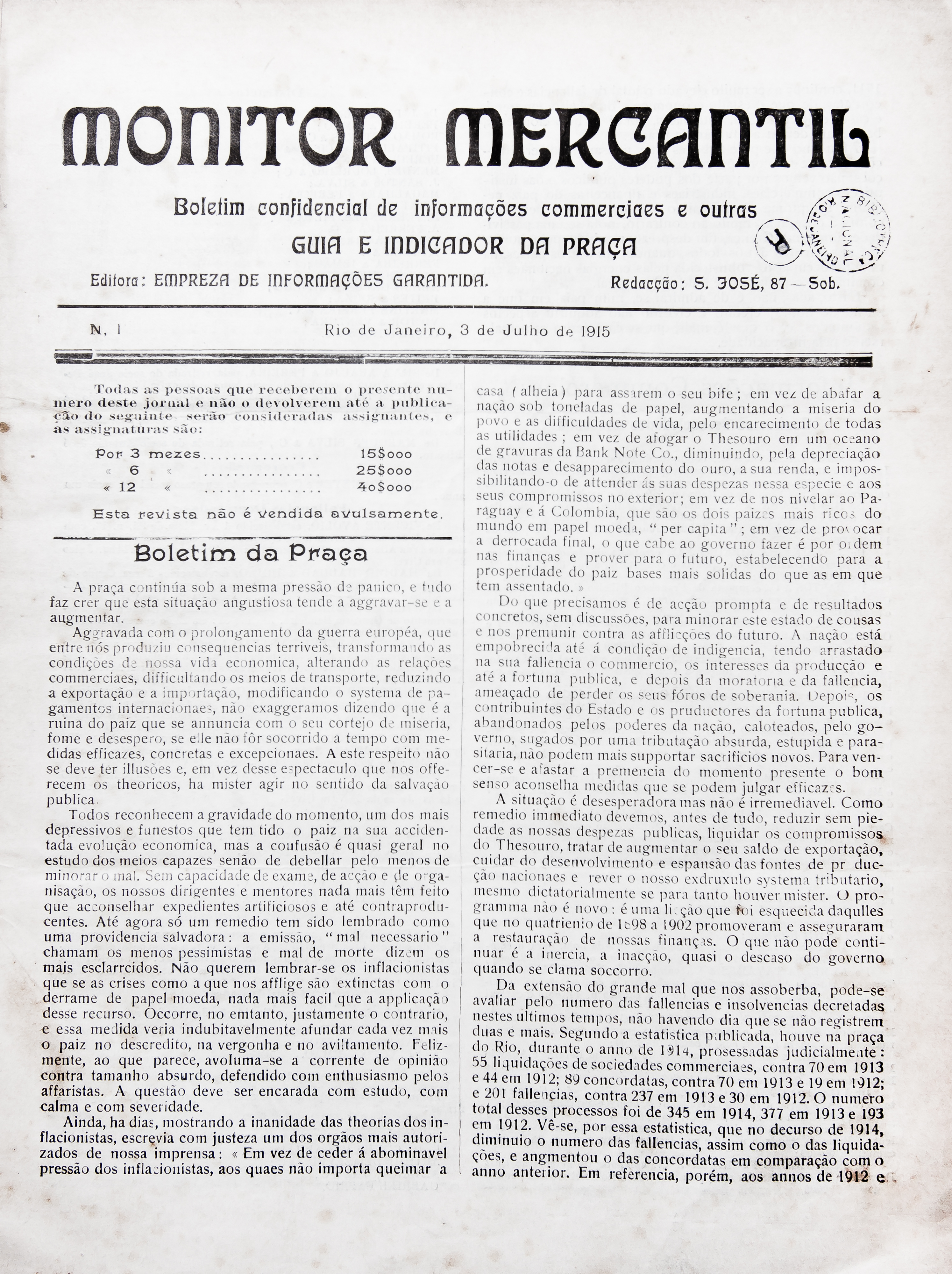
Monitor Mercantil, edição do dia 3 de julho de 1915

O Monitor Mercantil é um jornal brasileiro especializado em economia, negócios e política, e é publicado em dias úteis no Rio de Janeiro, São Paulo e Brasília.￼￼
Fundado em 1912, é editado pelo jornalista Marcos de Oliveira, sócio-proprietário do veículo.
Em 2006, A CVM (Comissão de Valores Mobiliários) ameaçou aplicar multa diária de R$ 2.000 ao jornal, por causa das análises de investimentos assinadas por Rogério Marques, pseudônimo de um dos jornalistas da casa.